# Station Esch-sur-Alzette
Station Esch-sur-Alzette (Luxemburgs: Gare Esch-Uelzecht, Frans: Gare de Esch-sur-Alzette, Duits: Bahnhof Esch-an-der-Alzette) is een spoorwegstation in de stad Esch-sur-Alzette in Luxemburg. Het station ligt aan lijn 6a, (Bettembourg - Esch-sur-Alzette), lijn 6e, (Esch-sur-Alzette - Audun-le-Tiche) en lijn 6f, (Esch-sur-Alzette - Pétange). Het wordt beheerd door de Luxemburgse vervoerder CFL.

## Treindienst
| Serie   | Treinsoort             | Route                                  | Bijzonderheden                        |
| ------- | ---------------------- | -------------------------------------- | ------------------------------------- |
| RE 6700 | Regional-Express (CFL) | Luxemburg – Esch-sur-Alzette – Rodange | Twee treinen per dag, niet op zondag. |
| RE 6900 | Regional-Express (CFL) | Luxemburg – Esch-sur-Alzette – Rodange | Rijdt niet op zondag.                 |
| RB 6300 | Regionalbahn (CFL)     | Luxemburg – Esch-sur-Alzette           |                                       |
| RB 6400 | Regionalbahn (CFL)     | Esch-sur-Alzette – Audun-le-Tiche      | Rijdt niet op zondag.                 |
| RB 6800 | Regionalbahn (CFL)     | Luxemburg – Esch-sur-Alzette – Rodange |                                       |

CFL Lijn 6 en 6a:
Luxemburg · Luxembourg-Howald · Howald · Fentange · Berchem · Bettembourg · Noertzange · Schifflange · Esch-sur-Alzette · Belval-Université · Belval-Lycée · Belval-Rédange · Belvaux-Soleuvre · Oberkorn · Differdange · Niederkorn · Pétange · Lamadeleine · Rodange 

CFL Lijn 6b: Bettembourg · Dudelange-Burange · Dudelange-Ville · Dudelange-Centre · Dudelange-Usines · Volmerange-les-Mines

CFL Lijn 6c: Noertzange · Kayl · Tétange · Rumelange · Rumelange-Ottange

CFL Lijn 6e: Esch-sur-Alzette · La Hoehl · Audun-le-Tiche
Zie ook: CFL Lijn 1 · CFL Lijn 2 · CFL Lijn 3 · CFL Lijn 4 · CFL Lijn 5 · CFL Lijn 7